# 稲築町
稲築町（いなつきまち）は、福岡県の中央部に位置した1941年町制施行の町で、2006年3月27日、隣接する山田市・碓井町・嘉穂町と対等合併し、嘉麻市（かまし）となった。

## 地理
- 河川 ： 遠賀川

## 歴史
- 1889年4月1日 - 町村制施行に合わせて山野、口春、岩崎、漆生、才田、鴨生、平の各村を統合し、稲築村として発足。村名の由来は、漆生村にあった稲築八幡宮から。
- 1896年4月1日 - 嘉麻郡と穂波郡が合併して嘉穂郡となり、嘉穂郡稲築村になる[1]。
- 1941年4月17日 - 町制施行。稲築町となる。
- 2006年3月27日 - 1市2町と合併して嘉麻市となり消滅。

## 産業
- 三井財閥の手で開発された山野炭鉱が町の経済を支えていたが、現在では山野炭鉱ほかすべての炭鉱が閉山しており、跡地を工業団地として再利用することで再生を図っている。

## 地域

### 教育

#### 高等学校
- 福岡県立稲築志耕館高等学校

#### 中学校
- 稲築町立稲築中学校
- 稲築町立稲築東中学校

#### 小学校
- 稲築町立稲築西小学校
- 稲築町立稲築東小学校

#### 特別支援学校
- 福岡県立嘉穂養護学校

## 交通

### 鉄道
本町廃止時に存在した路線
- 九州旅客鉄道（JR九州）
  - 後藤寺線
    - 下鴨生駅
※ただし、町の中心部から遠く離れており、バスによる連絡も行われていない。

本町廃止前に廃止された路線
- 日本国有鉄道
  - 漆生線
    - 下鴨生駅 - 鴨生駅 - 漆生駅 - 才田駅

※稲築町の中心部を通っていたが、特定地方交通線として1986年4月1日廃止。

### バス路線
- 西鉄バス筑豊
  - 飯塚市 - 稲築町 - 嘉穂町
  - 飯塚市 - 稲築町 - 山田市

### 道路
町内に高速道路は通っていない。

#### 一般国道
- 国道211号

## 名所・旧跡・観光スポット・祭事・催事
- 稲築八幡宮
- 山野の楽（獅子舞）
- 嘉麻市一夜城まつり・花火大会
- 三郎丸の大クス
- 沖出古墳

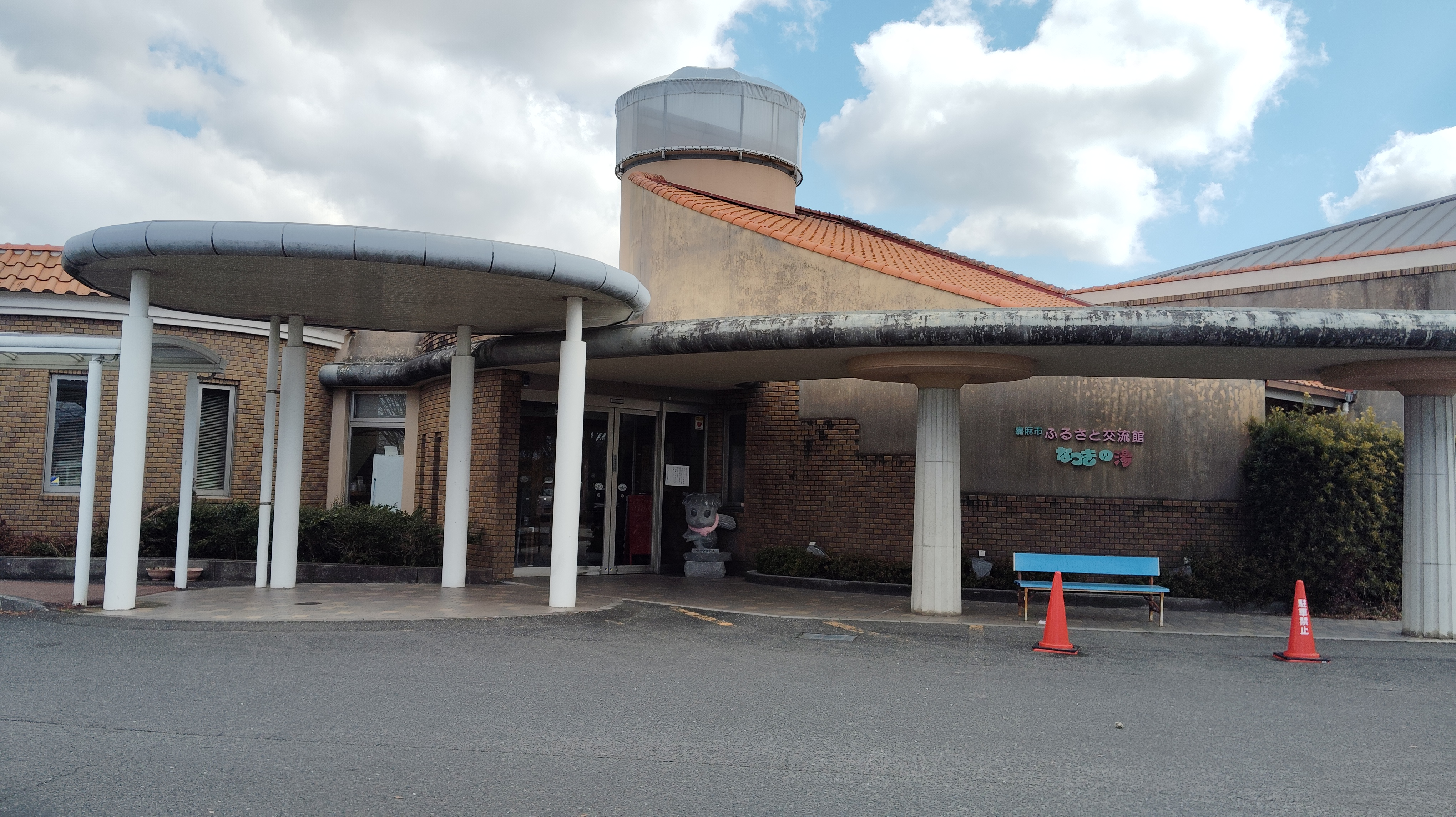
なつきの湯
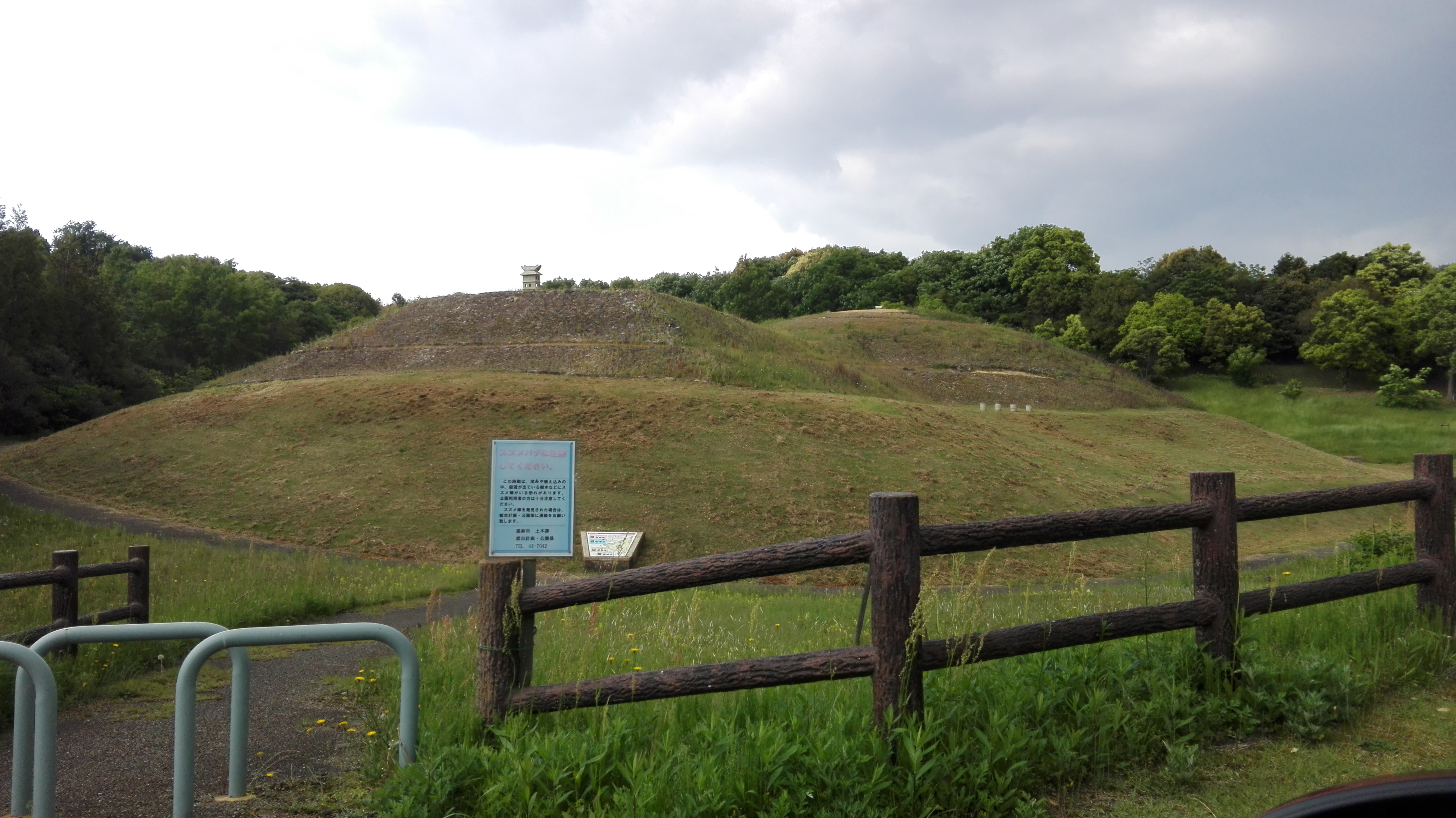
沖出古墳

- なつきの湯
- 沖出古墳

## 稲築町出身の有名人
- 加藤一二三（将棋棋士・元名人）
- 松木悠紀雄（大学教授、北里大学・高知医科大学）
- 瀬戸康史 (俳優)